# Риболита
Риболита је италијански специјалитет и представља тосканску супу од хлеба.

## Историја
Риболита се може описати као потаж, направљена од хлеба и поврћа. Најчешћи састојци су стари хлеб, кромпир и лук. Често се пече у земљаној посуди. Као и већина тосканске кухиње, риболита има рурално порекло. Првобитно се припремала тако што се супа од поврћа од претходног дана поново прокувала са бајатим хлебом.
Сматра се да потиче још из средњег века, када су слуге прикупљале хлеб натопљен храном са гозби феудалних господара и кувале га за своје оброке.
Риболита је типично јело из сиромашних средина, чији назив потиче од чињенице да су сељаци кували велике количине (посебно петком, јер је то дан поста) и затим га поново прокували наредних дана. Први пут је забележена 1910. године у књизи L'arte cucinaria in Italia Алберта Кугнета.